# 18. јун
18. јун (18.6.) је 169. дан године по грегоријанском календару (170. у преступној години). До краја године има још 196 дана.

## Догађаји
- 618 — Ли Јуан је постао цар Гаозу од Танга, чиме је започео три века владавине династије Танг.
- 1429 — Француска војска, под вођством Јованке Орлеанке и војводе од Аленсона, напала и потукла у бици код Патаја у Стогодишњег рата енглеске трупе које су се повлачиле после неуспеле опсаде Орлеана.
- 1155 — Папа Хадријан IV крунисао немачког краља Фридриха I Барбаросу за римско-немачког цара.
- 1583 — У Лондону издата прва полиса животног осигурања у свету.
- 1812 — Конгрес САД је усвојио декларацију о објави рата Великој Британији.
- 1815 — У бици код Ватерлоа у Белгији удружене британске и пруске трупе под командом британског и пруског војсковође Велингтона и Блихера потукле Наполеона Бонапарту.
- 1817 — У Лондону отворен мост Ватерло преко реке Темзе.
- 1839 — Основана је Прва београдска гимназија
- 1881 — Русија, Аустрија и Немачка потписале тајни савез Лига три цара на три године.
- 1940 —
  - Француски генерал Шарл де Гол из Лондона упутио радио-поруку Французима у којој је себе прогласио лидером Слободне Француске, а Французе позвао на отпор немачкој окупацији.
  - Немци у Другом светском рату заузели француску луку Шербур.
- 1953 — Проглашена Република Египат, за председника изабран генерал Мохамед Нагиб, вођа побуне којом је 1952. збачен краљ Фарук I.
- 1968 — Британски Дом лордова одбацио одлуку лабуристичке владе о санкцијама против режима беле мањине у Родезији.
- 1975 — Принц Фејсал Мусаид јавно погубљен у Ријаду због убиства краља Саудијске Арабије Фејсала, у марту 1975.
- 1979 — Лидер СССР Леонид Брежњев и председник САД Џими Картер у Бечу потписали споразум о ограничењу стратешког нуклеарног наоружања, САЛТ 2.
- 1983 — Сели Рајд прва Американка која је полетела у свемир, као члан посаде шатла Чаленџер.
- 1993 — Савет безбедности Уједињених нација одобрио слање 7.600 припадника мировних снага у шест градова у Босни и Херцеговини.
- 1995 — Снаге Војске Републике Српске ослободиле последње од 372 припадника мировних снага у Босни које су држале као таоце од краја маја, после напада авиона НАТО на српске положаје у околини Пала.
- 1996 —
  - Бењамин Нетанјаху постао најмлађи премијер у историји Израела, после изборне победе десне коалиције.
  - Савет безбедности УН укинуо забрану извоза тешког наоружања бившим југословенским републикама. Ембарго на извоз уведен у септембру 1991.
- 1997 — Лидера Црвених Кмера Пола Пота заробила група његових бивших следбеника и осудила на доживотну робију. Сматра се да је Пол Пот одговоран за смрт више од два милиона камбоџанских цивила.
- 2000 —
  - Еритреја и Етиопија у Алжиру потписале споразум о прекиду ватре којим је окончан двогодишњи рат те две земље.
  - Савет безбедности УН потврдио да је Израел окончао двадесетдвогодишњу окупацију јужног Либана.
- 2001 — Око 30.000 припадника сиријске војске напустило Бејрут, после 25 година присуства у Либану. Сирија позвана у Либан 1976. у склопу арапских мировних снага које су имале задатак да угуше грађански рат у тој земљи.
- 2002 —
  - Премијер Словеније Јанез Дрновшек посетио Југославију, као први функционер те државе у посети Југославији после распада СФРЈ.
  - У експлозији бомбе коју је активирао палестински бомбаш-самоубица, у препуном аутобусу у Јерусалиму, погинуло 19, повређено више од 50 особа.
- 2004 — Европски савет одлучио да Хрватској додели статус званичног кандидата за чланство у ЕУ.

## Рођења
- 1812 — Иван Гончаров, руски писац. (прем. 1891)[1]
- 1882 — Георги Димитров, бугарски политичар, револуционар и један од вођа међународног комунистичког покрета. (прем. 1949)[2]
- 1918 — Џером Карл, амерички хемичар, добитник Нобелове награде за хемију (1985). (прем. 2013)[3]
- 1924 — Џорџ Мајкан, амерички кошаркаш и кошаркашки тренер. (прем. 2005)[4]
- 1929 — Јирген Хабермас, немачки социолог и филозоф.[5]
- 1938 — Мајкл Ширд, шкотски глумац. (прем. 2005)[6]
- 1941 — Роже Лемер, француски фудбалер и фудбалски тренер.[7]
- 1942 — Роџер Иберт, амерички филмски критичар, новинар, сценариста и писац. (прем. 2013)[8]
- 1942 — Пол Макартни, енглески музичар и музички продуцент.[9]
- 1946 — Фабио Капело, италијански фудбалер и фудбалски тренер.[10]
- 1947 — Милојко Пантић, српски спортски новинар и ТВ водитељ.
- 1947 — Весна Пећанац, српска глумица.[11]
- 1949 — Лех Качињски, пољски правник и политичар, председник Пољске (2005—2010). (прем. 2010)[12]
- 1952 — Керол Кејн, америчка глумица.[13]
- 1952 — Изабела Роселини, италијанска глумица, редитељка, сценаристкиња, продуценткиња, списатељица и модел.[14]
- 1961 — Алисон Моје, енглеска музичарка.[15]
- 1962 — Стивен Маркус, енглески глумац.[16]
- 1963 — Џеф Милс, амерички ди-џеј и музички продуцент.[17]
- 1973 — Реј Ламонтејн, амерички музичар.[18]
- 1974 — Винченцо Монтела, италијански фудбалер и фудбалски тренер.[19]
- 1978 — Снежана Пантић, српска каратисткиња. (прем. 2022)[20]
- 1982 — Марко Боријело, италијански фудбалер.[21]
- 1986 — Ришар Гаске, француски тенисер.[22]
- 1986 — Ричард Маден, шкотски глумац.[23]
- 1987 — Борис Савовић, црногорски кошаркаш.[24]
- 1989 — Пјер Емерик Обамејанг, габонски фудбалер.[25]
- 1991 — Зураб Датунашвили, грузијско-српски рвач.[26]
- 1992 — Алекса Вукановић, српски фудбалер.[27]
- 1998 — Костја Мушиди, немачки кошаркаш.[28]

## Смрти
- 1629 — Пит Питерзон Хајн, холандски морнарски официр (рођ. 1577)[29]
- 1817 — Баба Вишња, родоначелница династије Обреновића, мајка кнеза Милоша
- 1853 — Бранко Радичевић, српски романтичарски песник (рођ. 1824)
- 1916 — Хелмут фон Молтке Млађи, немачки генерал, начелник немачког генералштаба (рођ. 1848)[30]
- 1928 — Роалд Амундсен, норвешки истраживач (рођ. 1872)
- 1936 — Максим Горки, руски писац, утемељивач социјалистичког реализма (рођ. 1868)
- 1974 — Георгиј Жуков, совјетски војсковођа, маршал Совјетског Савеза и министар одбране Совјетског Савеза од 1955. до 1957. године (рођ. 1896)[31]
- 2010 — Жозе Сарамаго, португалски књижевник, добитник Нобелове награде 1998. године (рођ. 1922)[32]
  - Драго Ћупић, српски лингвиста (рођ. 1932)[33]
  - Лех Качињски, пољски политичар (рођ. 1949)
  - Богдан Богдановић, архитекта, професор Београдског универзитета, градоначелник Београда од 1982. до 1986. године (рођ. 1922)[34]
- 2017. — Гашпер Тич, словеначки филмски, телевизијски и позоришни глумац (рођ. 1973)[35]
- 2018 — XXXTentacion, амерички репер (рођ. 1998)[36]

## Празници и дани сећања
- Српска православна црква слави:
  - Свештеномученика Доротеја - епископа Тирског
  - Преподобног Теодора пустињака
  - Преподобног Анувија
  - Блаженог Игора - кнеза черниговског и кијевског
  - Преподобног Петра Коришког
  - Блаженог Константина - митрополита кијевског